# Дьяконовский сельсовет (Курская область)
Дья́коновский сельсовет — муниципальное образование со статусом сельского поселения в Октябрьском районе Курской области Российской Федерации.
Административный центр — село Дьяконово.

## История
Статус и границы сельсовета установлены Законом Курской области от 21 октября 2004 года № 48-ЗКО «О муниципальных образованиях Курской области».

## Население
| 2002  | 2010  | 2012  | 2013  | 2014  | 2015  | 2016  |
| ----- | ----- | ----- | ----- | ----- | ----- | ----- |
| 4825  | ↘4726 | ↗4768 | ↗4883 | ↗4945 | ↗5023 | ↗5048 |
| 2017  | 2018  | 2019  | 2020  | 2021  |       |       |
| ↘5016 | ↘4981 | ↘4956 | ↘4925 | ↗5024 |       |       |

## Состав сельского поселения
| № | Населённый пункт | Тип населённого пункта       | Население |
| - | ---------------- | ---------------------------- | --------- |
| 1 | Адоева           | деревня                      | ↘37       |
| 2 | Дьяконово        | село, административный центр | ↗4322     |
| 3 | Лютчина          | деревня                      | ↘79       |
| 4 | Свиридова        | деревня                      | ↘52       |
| 5 | Суходоловка      | деревня                      | ↗645      |
| 6 | Чермошной        | хутор                        | ↘7        |